# دانیل لینس کورتز
دانیل لینس کورتز (به پرتغالی: Daniel Lins Côrtes) هافبک، هافبک اهل برزیل است که در شهر Niterói و در تاریخ ۱۲ دسامبر ۱۹۷۹ به دنیا آمده‌است.
دانیل لینس کورتز در تیم‌های فوتبال Madureira سابقهٔ حضور دارد.